# Olestra
Olestra é uma gordura artificial não calórica cuja finalidade é proporcionar uma maior palatabilidade (tornar o alimento mais saboroso) sem trazer calorias, pois esta gordura não é digerida pelo organismo humano.
O Olestra é um poliéster de sacarose resultado da reação de ácidos graxos e sacarose. Essa substância assemelha-se à gordura e possui propriedades físicas e organolépticas comparáveis às do triglicérides. Porém, por causa do maior tamanho de suas moléculas, não sofre a ação de enzimas lipolíticas ou das bactérias intestinais, portanto, não são nem digeridas e nem absorvidas. O Olestra é isento de colesterol, de calorias, podendo ser usado em grande variedade de alimentos, sem sofrer alterações, mesmo sob tratamento térmico, podendo assim ser utilizado no tratamento da hipercolesterolemia e hipertrigliceridemia. Altas concentrações de olestra na dieta pode impedir a absorção de vitaminas lipossolúveis (vitamina A, betacaroteno, vitamina E) causando efeitos adversos para a saúde.